# Internationaux de France 2020
Internationaux de France 2020 – miały być czwartymi w kolejności zawodami łyżwiarstwa figurowego z cyklu Grand Prix 2020/2021. Zawody miały odbyć się od 13 do 15 listopada 2020 roku w hali Patinoire Polesud w Grenoble. Podczas zawodów miały być rozgrywane konkurencje solistów, solistek, par sportowych oraz par tanecznych.
Ze względu na pandemię COVID-19 i ograniczenia w podróżowaniu międzynarodowym, Rada Międzynarodowej Unii Łyżwiarskiej zadecydowała, że we wszystkich zawodach z cyklu Grand Prix 2020/2021 wystąpią jedynie zawodnicy krajowi i ci, którzy trenują w danym kraju lub regionie geograficznym.
Ostatecznie ze względu na rozwój pandemii COVID-19, jak i decyzję prezydenta Francji Emmanuela Macron z dnia 14 października 2020 roku o wprowadzeniu godziny policyjnej w rejonie Grenoble Francuska Federacja Sportów Lodowych po konsultacjach z władzami miasta 19 października 2020 roku odwołała zawody.

## Listy startowe (stan na 15 października 2020)
| Reprezentacja | Soliści                                                                 | Solistki                                  | Pary sportowe                                                                                     | Pary taneczne |
| ------------- | ----------------------------------------------------------------------- | ----------------------------------------- | ------------------------------------------------------------------------------------------------- | --- |
| Australia     | Brendan Kerry                                                           |                                           |                                                                                                   | |
| Austria       |                                                                         |                                           | Miriam Ziegler / Severin Kiefer                                                                   | |
| Belgia        |                                                                         | Loena Hendrickx                           |                                                                                                   | |
| Estonia       |                                                                         | Eva-Lotta Kiibus                          |                                                                                                   | |
| Finlandia     |                                                                         | Emmi Peltonen Jenni Saarinen              |                                                                                                   | Yuka Orihara / Juho Pirinen |
| Francja       | Kévin Aymoz Landry Le May Romain Ponsart Adam Siao Him Fa Adrien Tesson | Maïa Mazzara Maé-Bérénice Méité Léa Serna | Cléo Hamon / Denys Strekalin Coline Keriven / Noël-Antoine Pierre Camille Kovalev / Pavel Kovalev | Adelina Galyavieva / Louis Thauron Marie-Jade Lauriault / Romain Le Gac Jewgienija Łopariowa / Geoffrey Brissaud Gabriella Papadakis / Guillaume Cizeron Julia Wagret / Pierre Souquet-Basiege |
| Japonia       | Koshiro Shimada Shōma Uno                                               | Rika Kihira                               |                                                                                                   | |
| Litwa         |                                                                         |                                           |                                                                                                   | Allison Reed / Saulius Ambrulevičius |
| Łotwa         | Deniss Vasiļjevs                                                        |                                           |                                                                                                   | |
| Niemcy        |                                                                         | Nicole Schott                             | Minerva Fabienne Hase / Nolan Seegert Annika Hocke / Robert Kunkel                                | Jennifer Janse van Rensburg / Benjamin Steffan Katharina Müller / Tim Dieck |
| Szwajcaria    |                                                                         | Alexia Paganini                           |                                                                                                   | |
| Szwecja       | Nikolaj Majorov                                                         |                                           |                                                                                                   | |
| Włochy        | Daniel Grassl Matteo Rizzo                                              | Lara Naki Gutmann Alessia Tornaghi        | Nicole Della Monica / Matteo Guarise Rebecca Ghilardi / Filippo Ambrosini                         | Charlène Guignard / Marco Fabbri |